# توربال بيسولتانوف
توربال علي ألفيفيتش بيسولتانوف (بالروسية: Турпал-Али Альвиевич Бисултанов؛ من مواليد 14 أكتوبر 2001) هو لاعب مصارعة يونانية رومانية دنماركي من أصل شيشاني، فاز بالميدالية الفضية في حدث 87 كجم في بطولة العالم للمصارعة 2022 التي أقيمت في بلغراد، صربيا. فاز بالميدالية الذهبية في حدث وزن 87 كجم للرجال في بطولة أوروبا للمصارعة 2022 التي أقيمت  في بودابست، المجر. كما فاز بالميدالية الذهبية في حدث 87 كجم على الطريقة اليونانية الرومانية في بطولة أوروبا للمصارعة للناشئين 2021 في ألمانيا.
فاز بإحدى الميداليات البرونزية في حدث 87 كجم في دورة الألعاب الأولمبية الصيفية 2024 في باريس، فرنسا.  هزم ديفيد لوسونزي من المجر في مباراة الميدالية البرونزية.
توربال هو الأخ الأصغر لراجبيك بيسولتانوف.